# Rivoluzione mongola del 1921
La Rivoluzione mongola del 1921 (Rivoluzione mongola esterna del 1921, o Rivoluzione del Popolo del 1921) è stato un evento militare e politico mediante il quale rivoluzionari mongoli, con l'assistenza dell'Armata Rossa sovietica, espulse le Guardie bianche russe dal paese e fondò la Repubblica Popolare Mongola nel 1924. Sebbene nominalmente indipendente, la Repubblica Popolare Mongola fu uno stato satellite dell'Unione Sovietica fino alla terza rivoluzione mongola nel gennaio 1990. La rivoluzione pose fine anche all'occupazione della Mongolia del governo Beiyang cinese, iniziata nel 1919. Il nome mongolo ufficiale della rivoluzione è "Rivoluzione del Popolo del 1921" o semplicemente "Rivoluzione del Popolo" (Ардын хувьсгал, Ardyn khuvisgal).

## Preludio

### La Rivoluzione mongola del 1911
Per circa tre secoli, la dinastia Qing aveva imposto, anche se con alterne fortune, una politica di segregazione dei popoli non Han alla frontiera da parte del popolo Han. Entro la fine del XIX secolo, tuttavia, la Cina si trovò di fronte alla prospettiva di essere divisa tra le potenze occidentali e il Giappone, ciascuna in competizione per la propria sfera di influenza nel paese. Sulla frontiera settentrionale, l'Impero russo era visto dalla corte Qing come la più grande minaccia alla sua integrità territoriale. In risposta, il governo Qing adottò una politica diversa, la "Nuova amministrazione" o "Nuove politiche" (Xin zheng), che richiedeva la sinificazione della Mongolia attraverso la colonizzazione Han, lo sfruttamento delle risorse naturali della Mongolia (estrazione mineraria, legname, pesca), l'addestramento militare e l'istruzione.
Molti mongoli consideravano le "nuove politiche" come una delle principali minacce al loro stile di vita tradizionale, poiché si era deciso di preservarlo quando riconobbero l'autorità degli imperatori Qing ed iniziarono a cercare l'indipendenza. Nel luglio 1911 un gruppo di nobili khalkha persuase il Jebtsundamba Khutuktu, il capo del buddismo mongolo, che la Mongolia doveva dichiarare la propria indipendenza dalla dinastia Qing. Essi decisero d'inviare una piccola delegazione in Russia per ottenere la sua assistenza in questa impresa.
Nell'ottobre 1911 scoppiò la Rivoluzione Xinhai, con una provincia dopo l'altra che dichiarava la propria indipendenza dal governo Qing. Il 1º dicembre 1911 la Mongolia esterna dichiarò l'indipendenza e stabilì una teocrazia sotto il Khutuktu. Il 29 dicembre egli venne insediato come Bogd Khan (Gran Khan, o Imperatore) della Mongolia. Ciò inaugurò l'era di Bogd Khan, che durò dal 1911 al 1919.

### Il Bogd Khan

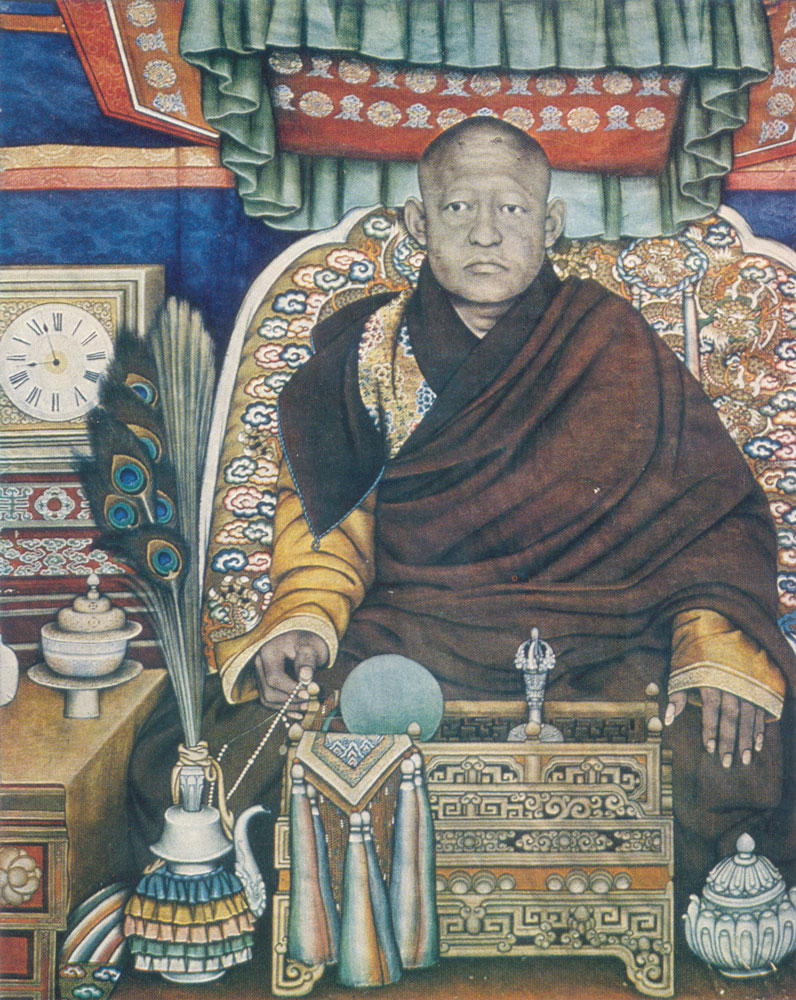
Il Bogd Khan

Il nuovo governo mongolo era una fusione di teocrazia buddista, usi imperiali Qing e pratiche politiche occidentali del XX secolo. Il Bogd Khan assunse gli stessi poteri, simbolici e reali, degli imperatori Qing in passato. Adottò un titolo di regno, "Elevato dai molti"; la nobiltà mongola ora doveva il suo tributo a lui invece che all'imperatore Qing; e il Bogd Khan si assunse il diritto di conferire ai nobili laici i loro gradi e sigilli d'ufficio. Questo nuovo stato rifletteva anche il desiderio dei mongoli di rimodellare il loro paese in uno stato moderno: formarono un parlamento nazionale composto da due camere, un governo con cinque ministeri e un esercito nazionale.
La classe dirigente religiosa buddista scoprì nuove opportunità di guadagno politico e di profitto finanziario. Nonostante la presenza di un governo statale, il vero potere risiedeva nella corte del Bogd Khan. La classe dirigente religiosa si appropriava delle entrate per i propri scopi. Ad esempio, ampliò le sue partecipazioni finanziarie trasferendo al patrimonio religioso (Ikh shav) ricchi pastori che tradizionalmente dovevano i loro servizi e le loro tasse ai principi laici. C'è un malinteso comune secondo cui, nel tempo, l'avidità della classe dirigente religiosa buddista ha disamorato così tanto la nobiltà laica che arrivò a rifiutare gli stessi principi della teocrazia su cui era stato fondato il nuovo paese. Secondo fonti mongole e russe, la società mongola era generalmente soddisfatta della teocrazia, ma c'erano opinioni diverse sullo sviluppo futuro del paese.
Sul fronte diplomatico, i mongoli lavorarono instancabilmente tra il 1912 e il 1915 per ottenere il riconoscimento internazionale di un nuovo Stato panmongolo che avrebbe incluso la Mongolia interna, la Mongolia occidentale, la Mongolia superiore, i Barga ed il Tannu Uriankhai. La Repubblica di Cina, da parte sua, fece tutto il possibile per ristabilire la sovranità cinese sul Paese. La Russia rifiutò di sostenere l'indipendenza totale della Mongolia; né avrebbe accettato il ripristino della sovranità cinese. La questione venne risolta nel 1915 dal trattato di Kjachta (1915) tripartito, che prevedeva l'autonomia mongola all'interno dello stato cinese e proibiva alla Cina di inviare truppe in Mongolia. Sia i cinesi che i mongoli trovarono il trattato ugualmente insoddisfacente, sebbene per ragioni diverse.

## L'abolizione dell'autonomia
Lo scoppio della Rivoluzione russa nel 1917 e la guerra civile russa un anno dopo cambiarono la dinamica mongolo-cinese. In risposta alle voci di un'imminente invasione bolscevica, i mongoli, con molta riluttanza e solo dopo molto incoraggiamento da parte dell'Alto Commissario cinese Chen Yi a Urga (attuale Ulan Bator), chiesero nell'estate del 1918 assistenza militare alla Cina (a settembre circa arrivarono da 200 a 250 soldati). L'invasione infatti non avvenne e così il governo del Bogd Khan richiese il richiamo delle truppe. Il governo di Pechino rifiutò, vedendo questa violazione del trattato di Kyakhta come il primo passo per ripristinare la sovranità cinese sulla Mongolia.
All'inizio del 1919, Grigorij Semënov, un generale della Guardia Bianca, aveva riunito un gruppo di buriati e mongoli interni in Siberia per la formazione di uno stato panmongolo. I khalkha vennero invitati a unirsi, ma rifiutarono. Semënov minacciò un'invasione per costringerli a partecipare. Questa minaccia galvanizzò i principi laici, che ora videro un'opportunità più grande: la fine del dominio teocratico. Ad agosto, il ministro degli Esteri mongolo si rivolse a Chen Yi con un messaggio dei "rappresentanti dei quattro aimag" ("cioè", i khalkha) con una richiesta di assistenza militare contro Semënov. Ancora più importante, forse, conteneva una dichiarazione secondo cui i khalkha erano unanimi nel loro desiderio di abolire l'autonomia e ripristinare il precedente sistema Qing. 

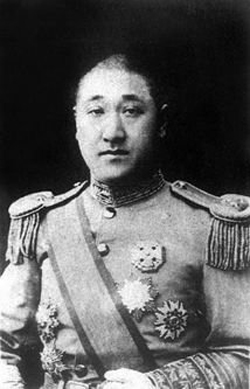
Xu Shuzheng

I negoziati, con la partecipazione dei rappresentanti di Bogd Khan, iniziarono immediatamente. A ottobre, Chen Yi ed i principi mongoli avevano concordato una serie di condizioni, i "sessantaquattro punti", ricreando efficacemente il sistema politico e amministrativo. I "punti" vennero presentati al Parlamento. La camera alta acconsentì; la camera bassa no. Tuttavia, in questa come in tutte le altre questioni sottoposte al Parlamento in passato, prevalse la camera alta. Chen Yi inviò la bozza degli articoli a Pechino. Bogd Khan inviò una delegazione di lama a Pechino con una lettera in cui affermava che il popolo mongolo non voleva abolire l'autonomia. Scrisse che ciò era tutto un espediente di Chen Yi e chiese che Chen fosse richiamato. Tuttavia, il governo cinese non era interessato ad argomenti esoterici sull'esistenza o meno di un consenso in Mongolia per l'abolizione dell'autonomia. I "punti" vennero sottoposti all'Assemblea nazionale cinese, che li approvò il 28 ottobre.
Gli eventi politici che si stavano svolgendo in Cina avrebbero alterato radicalmente la storia mongola. Il governo di Pechino era controllato da un gruppo di signori della guerra soprannominati "Cricca di Anhui" guidati da Duan Qirui. Il governo era stato oggetto di severe critiche pubbliche per il suo fallimento alla conferenza di pace di Parigi per ottenere una giusta soluzione della questione dello Shandong. Ci furono critiche anche all''"esercito di partecipazione alla guerra" di Duan, che apparentemente era stato formato per il servizio in Europa durante la prima guerra mondiale ma in realtà era stato utilizzato per mantenere il controllo interno di Duan. Per sviare le critiche, ribattezzò semplicemente il suo ufficio "Ufficio della Difesa della Frontiera" e il suo esercito "Esercito della Difesa della Frontiera". Nel giugno 1919, Xu Shuzheng, un membro di spicco della cricca di Duan, venne nominato "Commissario per la frontiera nordoccidentale", rendendolo l'alto ufficiale militare e civile cinese della Mongolia Esterna.
In precedenza, in aprile, Xu aveva presentato al governo di Pechino un piano per la totale ricostruzione economica e sociale della Mongolia, proponendo, tra l'altro, di incoraggiare la colonizzazione cinese e i matrimoni misti tra cinesi e mongoli al fine di "trasformare le usanze dei Mongoli". In breve, Xu sembrava volere niente di meno che la totale sinificazione della Mongolia sotto la sua autorità.

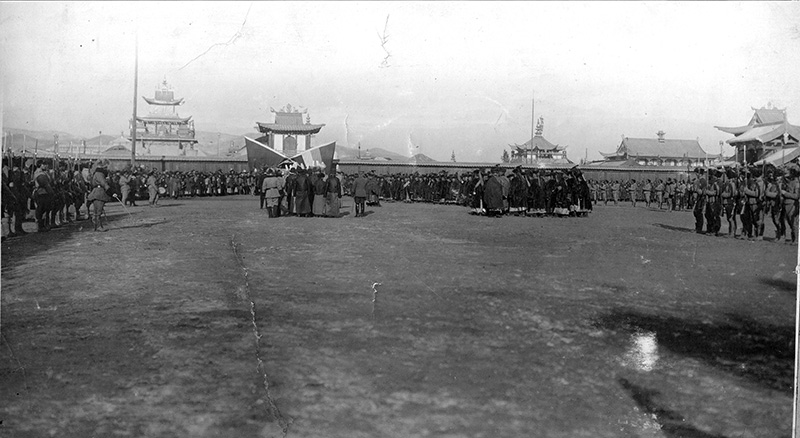
Cerimonia che segna l'abolizione dell'autonomia mongola (1920)

I Sessantaquattro Punti di Chen Yi, che garantivano alla Mongolia una sorta di autonomia, avrebbero costretto Xu ad abbandonare i suoi piani. Ciò potrebbe spiegare la tempistica del suo intervento personale. Xu arrivò ad Urga in ottobre accompagnato da un contingente militare. Informò Chen che i Sessantaquattro Punti avrebbero dovuto essere rinegoziati sulla base di una nuova serie di proposte, i suoi "Otto Articoli", che richiedevano un aumento della popolazione (presumibilmente attraverso la colonizzazione cinese) e lo sviluppo economico. Xu presentò gli articoli al Bogd Khan con la minaccia che il rifiuto di ratificarli avrebbe comportato la sua deportazione. Il Bogd Khan presentò gli articoli al parlamento mongolo. Come prima, la camera alta li accettò, mentre la camera bassa no; alcuni membri della camera bassa minacciarono persino di espellere Xu con la forza. I lama resistettero soprattutto ai piani di Xu. Ma ancora una volta prevalse la camera alta. Il 17 novembre 1919, Xu accettò una petizione - firmata dai ministri e dai vice ministri ma non dallo stesso Bogd Khan - per l'abolizione dell'autonomia.
Xu tornò a Pechino, dove ricevette un benvenuto da eroe organizzato dalla cricca di Anhui. A dicembre era di nuovo ad Urga per organizzare una cerimonia formale per il trasferimento dell'autorità: i soldati erano schierati su entrambi i lati della strada per il palazzo di Bogd Khan; il ritratto del Presidente della Cina era portato su un palanchino; seguì la bandiera della repubblica cinese e dopo di essa una banda musicale. I mongoli dovevano prostrarsi ripetutamente davanti a questi simboli della sovranità cinese. Quella notte, alcuni pastori e lama mongoli si radunarono fuori dal palazzo e strapparono le bandiere della Repubblica Cinese appese al cancello.

## La resistenza

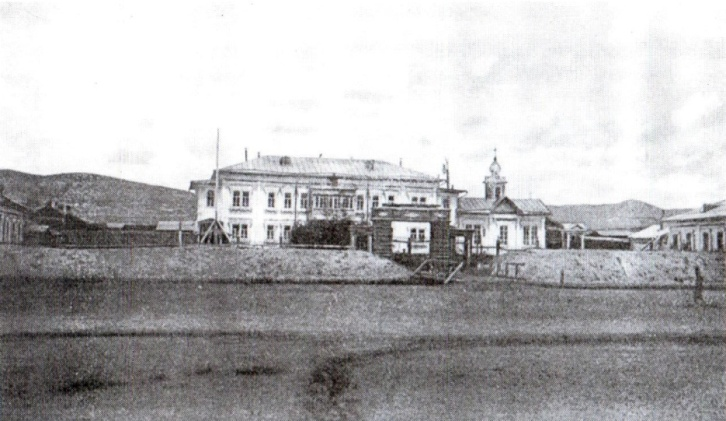
Il consolato russo a Niislel Hüree dove Bodoo insegnava e guidava il gruppo del Colle Consolare

Tra il 1919 e l'inizio del 1920 alcuni mongoli vennero a formare quelli che in seguito furono conosciuti come i gruppi "Colle Consolare" (Konsulyn denj) e Urga Est (Züün khüree). Ciò fu l'inizio della resistenza a Xu e dell'abolizione dell'autonomia.
Il primo gruppo deve la sua esistenza principalmente a Dogsomyn Bodoo (1885-1922), un lama di 35 anni altamente istruito che aveva lavorato nel consolato russo a Urga durante l'era di Bogd Khan. A condividere una iurta con Bodoo c'era Horloogijn Čojbalsan (1895–1953), che in seguito sarebbe stato conosciuto come lo "Stalin della Mongolia". Un certo Mihail Kučerenko, tipografo della tipografia russo-mongola e membro della clandestinità bolscevica di Urga, visitava occasionalmente Bodoo e Čojbalsan; le conversazioni, senza dubbio, riguardarono la rivoluzione russa e la situazione politica in Mongolia. Col tempo, altri mongoli si unirono a Bodoo e Čojbalsan nelle discussioni sull'abolizione dell'autonomia e sull'incapacità dei principi mongoli e dei lama anziani di opporre un'effettiva resistenza ai cinesi.
I leader del gruppo Urga Est erano Soliin Danzan (1885-1924), un funzionario del Ministero delle finanze, e Dansranbilegiin Dogsom (1884-1939), un funzionario del Ministero dell'esercito. Un altro membro, anche se meno importante all'epoca, era Damdiny Sùchbaatar (1893-1923), un soldato dell'esercito mongolo che, dopo la sua morte, venne canonizzato dagli storici comunisti come il "Lenin della Mongolia". L'inizio del gruppo Urga Est può essere fatto risalire a metà novembre 1919, quando molti dei membri più militanti della camera bassa del parlamento mongolo, tra cui Danzan e Dogson, s'incontrarono segretamente la prima notte dopo il suo scioglimento da parte di Xu Shuzheng e decisero di resistere ai cinesi. Due volte si avvicinarono al Bogd Khan per ottenere il suo sostegno alla resistenza armata; due volte il Khan consigliò pazienza. Il gruppo complottò per impadronirsi dell'arsenale dell'esercito mongolo ed assassinare Xu Shuzheng; tuttavia, il posizionamento di guardie cinesi presso l'arsenale ed un itinerario di viaggio rivisto per Xu vanificarono entrambi i piani.

## La formazione del Partito Rivoluzionario del Popolo Mongolo
Gli espatriati russi a Urga avevano eletto una "Duma municipale" rivoluzionaria, guidata da simpatizzanti bolscevichi, che aveva appreso del gruppo Colle Consolare. All'inizio di marzo 1920, la Duma inviava a Irkutsk uno dei suoi membri, I. Sorokovikov. Decise che avrebbe dovuto portare con sé anche un rapporto su questi mongoli. Sorokovikov incontrò i rappresentanti dei due gruppi. Al suo ritorno ad Urga in giugno, l'incontrò di nuovo, promettendo che il governo sovietico avrebbe fornito "assistenza di ogni genere" ai "lavoratori" mongoli. L'invitò ad inviare rappresentanti in Russia per ulteriori discussioni.
Un nuovo senso di determinazione ora animava entrambi i gruppi. Si erano mantenuti a cauta distanza l'uno dall'altro, forse a causa delle loro diverse agende - il gruppo Colle Consolare sposava un programma sociale piuttosto progressista mentre il gruppo Urga Est era più nazionalista nei suoi obiettivi - e c'era stata poca collaborazione tra i due. L'invito sovietico cambiò le cose. I due gruppi s'incontrarono il 25 giugno e formarono il "Partito del Popolo Mongolo" (ribattezzato in seguito Partito Rivoluzionario del Popolo Mongolo), adottarono un "giuramento del partito" ed accettarono d'inviare Danzan e Čojbalsan come delegati in Russia.
Danzan e Choibalsan arrivarono a Verchneudinsk, la capitale della Repubblica dell'Estremo Oriente filo-sovietica, nella prima parte di luglio. S'incontrarono con Boris Šumjackij, allora capo ad interim del governo. Šumjackij sapeva poco di loro e per tre settimane schivò le loro richieste per una rapida decisione sovietica se fornire o meno assistenza militare ai mongoli contro i cinesi. Alla fine, forse su suggerimento di Šumjackij, essi inviarono un telegramma ai membri del PPM ad Urga con un messaggio in codice che avrebbero dovuto ottenere una lettera, timbrata con il sigillo del Bogd Khan, che richiedeva formalmente l'assistenza sovietica. Il PPM riuscì ad ottenere una lettera dalla corte del Khan, anche se con difficoltà. Cinque membri del Partito: D. Losol, Dambyn Chagdarjav, Dogsom, L. Dendev e Sùchbaatar lo portarono a Verchneudinsk. Quando i sette uomini s'incontrarono con Šumjackij, egli disse loro che non aveva l'autorità per prendere una decisione sulla loro richiesta; dovevano andare a Irkutsk.
Arrivati ad Irkutsk in agosto, i mongoli s'incontrarono con il capo di quello che in seguito sarebbe stato riorganizzato come Segretariato dell'Estremo Oriente dell'Internazionale Comunista (Comintern) e spiegarono che avevano bisogno di istruttori militari, 10 000 fucili, cannoni, mitragliatrici e denaro. Venne detto loro che dovevano redigere una nuova lettera, questa volta a nome del Partito, non del Bogd Khan, indicando i loro obiettivi e le loro richieste. Tale petizione avrebbe dovuto essere presa in considerazione dal Comitato rivoluzionario siberiano di Omsk.

I mongoli si divisero in tre gruppi: Danzan, Losol e Dendev partirono per Omsk; Bodoo e Dogsom tornarono a Urga, dove dovevano allargare i membri del partito e formare un esercito; Sùchbaatar e Čojbalsan si recarono ad Irkutsk per fungere da collegamento di comunicazione tra gli altri. Prima di separarsi, il gruppo redasse un nuovo appello con un messaggio più rivoluzionario: la nobiltà mongola sarebbe stata spogliata del suo potere ereditario, per essere sostituita da un governo democratico guidato dal Bogd Khaan come monarca limitato. Il documento conteneva anche una richiesta di assistenza militare immediata.

Rivoluzionari mongoli
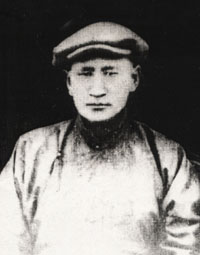
Dogsomyn Bodoo
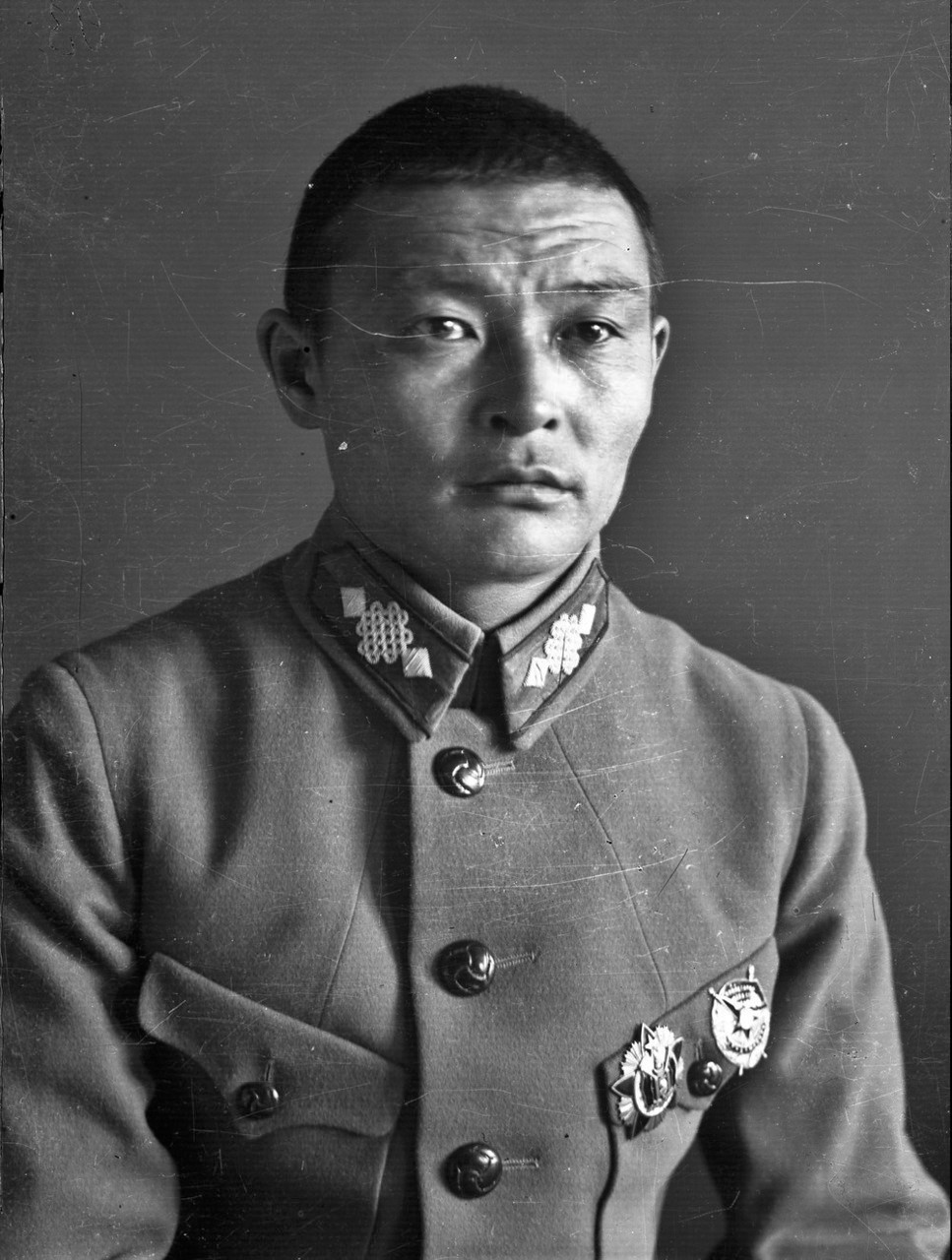
Horloogijn Čojbalsan
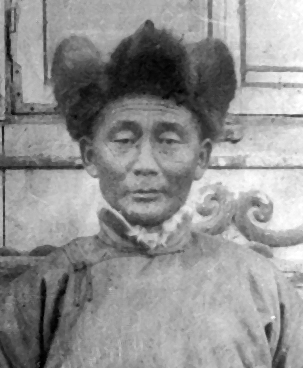
Soliin Danzan
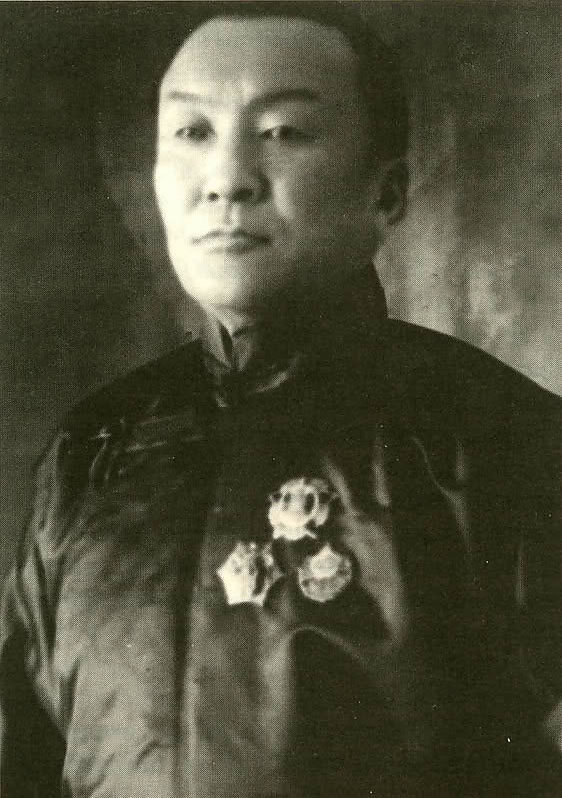
Dansranbilegiin Dogsom
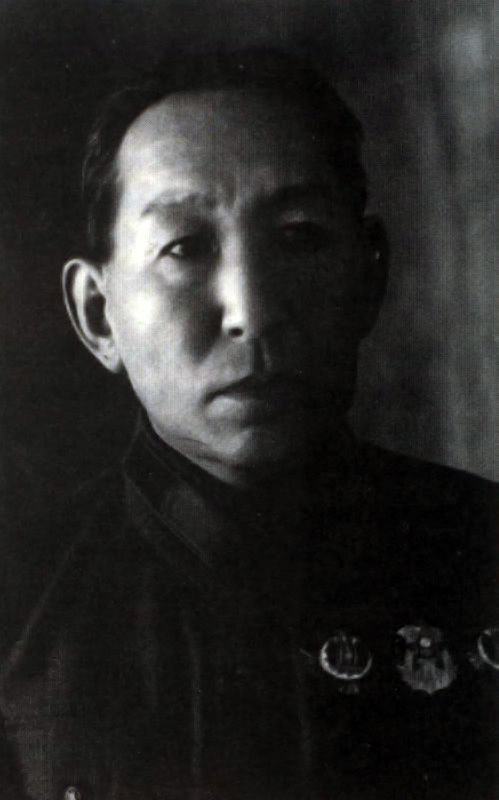
Darizavyn Losol
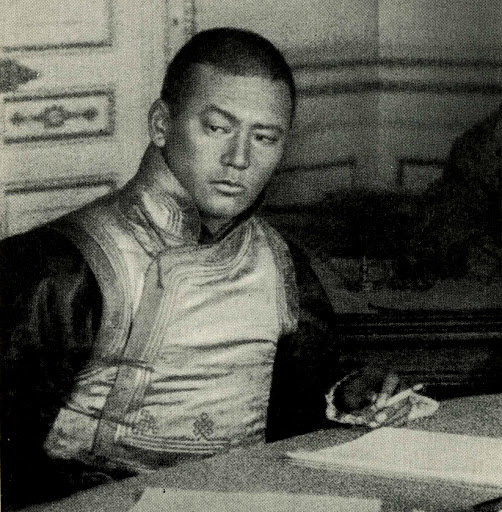
Damdiny Sùchbaatar

## Ungern-Sternberg

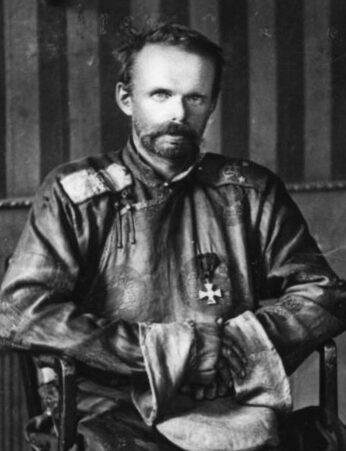
Roman von Ungern-Sternberg

Dopo diversi incontri con le autorità sovietiche a Omsk, alla delegazione mongola venne detto che una questione così importante poteva essere decisa solo a Mosca. Danzan ed i suoi compatrioti partirono per Mosca, arrivando verso la metà di settembre. Per oltre un mese s'incontrarono frequentemente ma in modo inconcludente con funzionari sovietici e del Comintern.
Un'invasione della Mongolia da parte della Guardia Bianca sotto il barone Roman von Ungern-Sternberg, tuttavia, costrinse il governo sovietico all'azione. Tra la fine di ottobre e l'inizio di novembre 1920, circa 1 000 soldati sotto il suo comando avevano assediato la guarnigione cinese a Urga, che contava circa 7 000 uomini. Il 10 o 11 novembre i tre mongoli vennero convocati frettolosamente ad un incontro con le autorità sovietiche. Venne loro detto che il Partito sarebbe stato fornito di tutte le armi di cui aveva bisogno, ma che dovevano tornare rapidamente in Mongolia, e lì aumentare i membri del Partito e radunare un esercito. Allo stesso tempo, Mosca ordinò alla 5ª Armata Rossa sovietica di attraversare il confine mongolo e distruggere l'armata di von Ungern-Sternberg.
La guarnigione cinese a Urga, tuttavia, respinse con successo l'attacco di von Ungern-Sternberg. Ciò alterò la strategia sovietica. L'esercito della Repubblica dell'Estremo Oriente era già esausto. Solo la 5ª Armata Rossa era rimasta sul fronte orientale e già alla fine del 1920 molte delle sue unità più esperte erano state smobilitate o inviate a ovest a combattere in Polonia o assegnate al fronte del lavoro, dove erano necessarie per riparare l'economia siberiana gravemente danneggiata. Così, quando i cinesi respinsero von Ungern-Sternberg, il 28 novembre i sovietici ritirarono il loro ordine di invasione.
Tuttavia, von Ungern-Sternberg lanciò un secondo attacco all'inizio di febbraio 1921. Questa volta ebbe successo. Soldati e civili cinesi fuggirono dalla città in preda al panico. Con la caduta di Urga, le amministrazioni cinesi e le guarnigioni militari ad Uliastaj e a Hovd partirono rapidamente per lo Xinjiang. Il Bogd Khan venne restaurato come monarca mongolo da von Ungern-Sternberg. Anche il suo governo venne restaurato e il 22 febbraio si tenne una solenne cerimonia.

## La crescita del Partito del Popolo Mongolo

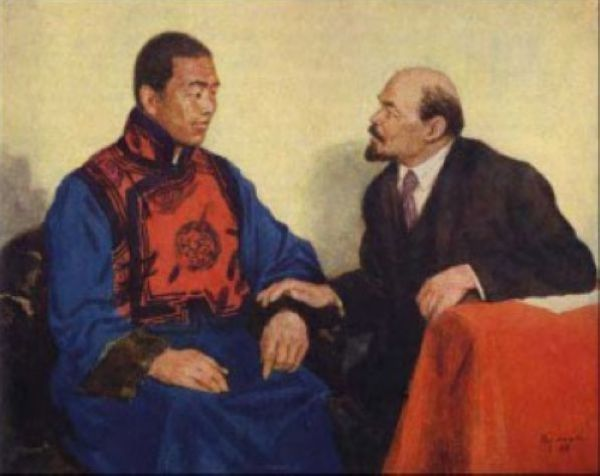
Sùchbaatar incontra Lenin, un manifesto dei bolscevichi

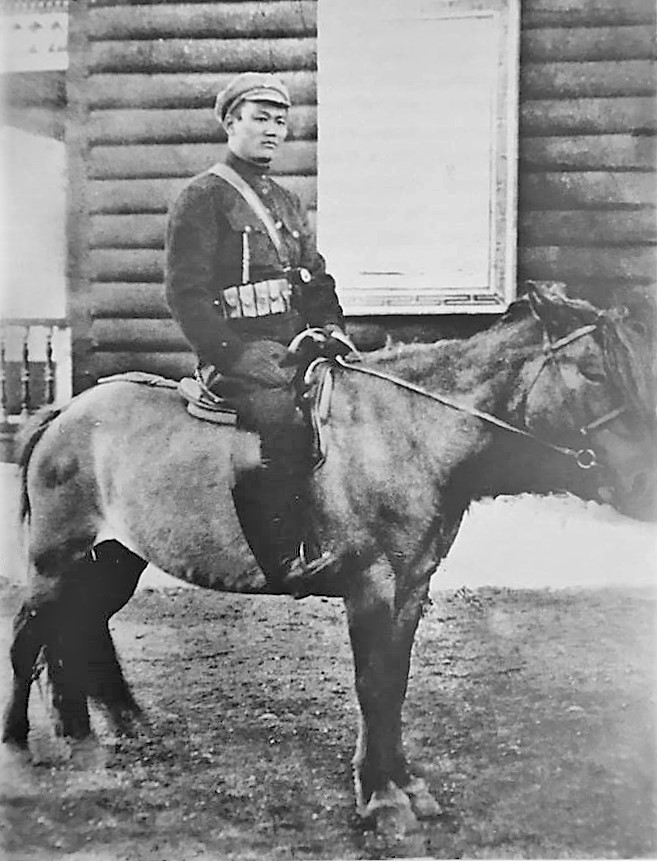
Damdiny Sùchbaatar a Troickosavsk

La notizia della conquista di Urga da parte di von Ungern-Sternberg influenzò nuovamente i piani sovietici. Una sessione plenaria del Comintern a Irkutsk il 10 febbraio approvò una risoluzione formale per aiutare la "lotta del popolo mongolo per la liberazione e l'indipendenza con denaro, armi e istruttori militari". Con il sostegno sovietico, il PPM era ora un serio contendente per il potere. Il Partito, fino a quel momento piuttosto amorfo e vagamente connesso, richiedeva una migliore definizione organizzativa e ideologica. Una conferenza del partito (successivamente considerata il primo congresso del Partito Rivoluzionario Popolare Mongolo) si riunì segretamente dal 1° al 3 marzo a Kjachta. Alla prima sessione parteciparono 17 persone, alla seconda 26. Il Partito approvò la creazione di uno stato maggiore dell'esercito guidato da Sùchbaatar con due consiglieri russi, elesse un comitato centrale presieduto da Danzan con un rappresentante del Comintern e adottò un manifesto del partito composto dal progressista buriato Jamsrangiin Tseveen. Il 13 marzo, venne formato un governo provvisorio di sette uomini, presto guidato da Bodoo. Il 18 marzo, l'esercito di guerriglia mongolo, i suoi ranghi ora ampliati a 400 uomini attraverso il reclutamento e la coscrizione, conquistò la guarnigione cinese a Kjachta Maimaicheng (la parte cinese di Kjachta). Una nuova fiducia ora animava il Partito. Esso emise un proclama che annunciava la formazione del governo, l'espulsione dei cinesi e la promessa di convocare un congresso di "rappresentanti delle masse" per eleggere un governo permanente. Seguì una sorta di guerra di propaganda tra il governo provvisorio e la corte di Bogd Khaan: il Partito saturava il confine settentrionale di volantini che invitavano a imbracciare le armi contro le Guardie Bianche; il governo legale di Bogd Khaan bombardò la stessa area con avvertimenti che questi rivoluzionari erano intenzionati a distruggere lo stato mongolo e a frantumare le fondamenta stesse della fede buddista.
Il nuovo governo sovietico era ansioso di stabilire relazioni diplomatiche con la Cina. Aveva inviato un rappresentante a Pechino; il governo cinese ricambiò con il proprio a Mosca. Forse il motivo principale per cui i sovietici avevano esitato ad aiutare troppo apertamente i mongoli era il timore di pregiudicare quei negoziati. Ma all'inizio del 1921 tutte le restrizioni esistenti sull'aperto sostegno sovietico alla Mongolia erano terminate: la Cina sospese i colloqui con il governo sovietico nel gennaio 1921; il governo cinese sembrava incapace di trattare con von Ungern-Sternberg; e all'inizio di marzo aveva rifiutato l'assistenza militare sovietica contro le Guardie Bianche. Fu allora che i russi si impegnarono fermamente nella rivoluzione mongola.
L'espressione materiale di questo impegno fu un aumento del flusso di consiglieri e armi sovietiche in marzo al PPM. A marzo e aprile, le unità repubblicane sovietiche e dell'Estremo Oriente vennero trasferite a Kjachta, mentre i mongoli raddoppiarono il numero dei loro guerriglieri a 800. Le forze di von Ungern-Sternberg attaccarono Kjachta all'inizio di giugno. Incontrò un corpo di truppe dell'Armata Rossa molte volte più grande del suo e le Guardie Bianche vennero respinte con pesanti perdite. Il 28 giugno, il principale corpo di spedizione sovietico attraversò il confine con la Mongolia, e il 6 luglio, le prime unità mongole e russe entrarono ad Urga. In precedenza era stato affermato solo in generale riguardo al barone von Ungern Sternberg che le truppe mongole/comuniste mongole lo avevano sconfitto e lo avevano fatto giustiziare apparentemente debitamente per i suoi diffusi impalamenti ed uccisioni.
I rivoluzionari mongoli si misero subito al lavoro. Il 9 luglio, inviarono una lettera alla corte del Bogd Khaan, annunciando che il potere era ormai nelle mani del popolo: "Il disordine che regna attualmente è dovuto tanto alle mancanze dei capi [ereditari] quanto al fatto che le leggi e la situazione esistenti non corrispondono più allo spirito dei tempi.Tutto, quindi, tranne la religione, sarà soggetto a un cambiamento graduale." Il giorno seguente , il Comitato Centrale del Partito emise una risoluzione che dichiarava la formazione di un nuovo governo guidato da Bodoo, con il Jebtsundamba Khutuktu come monarca limitato. L'11 luglio egli venne cerimonialmente insediato sul trono della Mongolia.

## Conseguenze

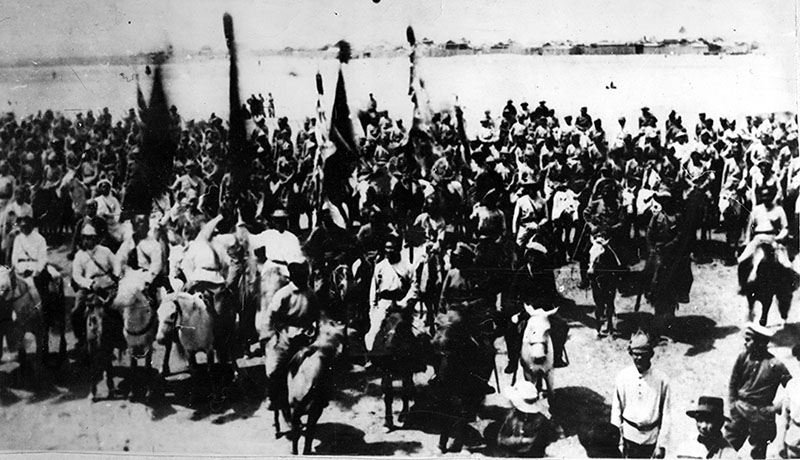
La cavalleria sovietica e mongola occupò Urga in agosto

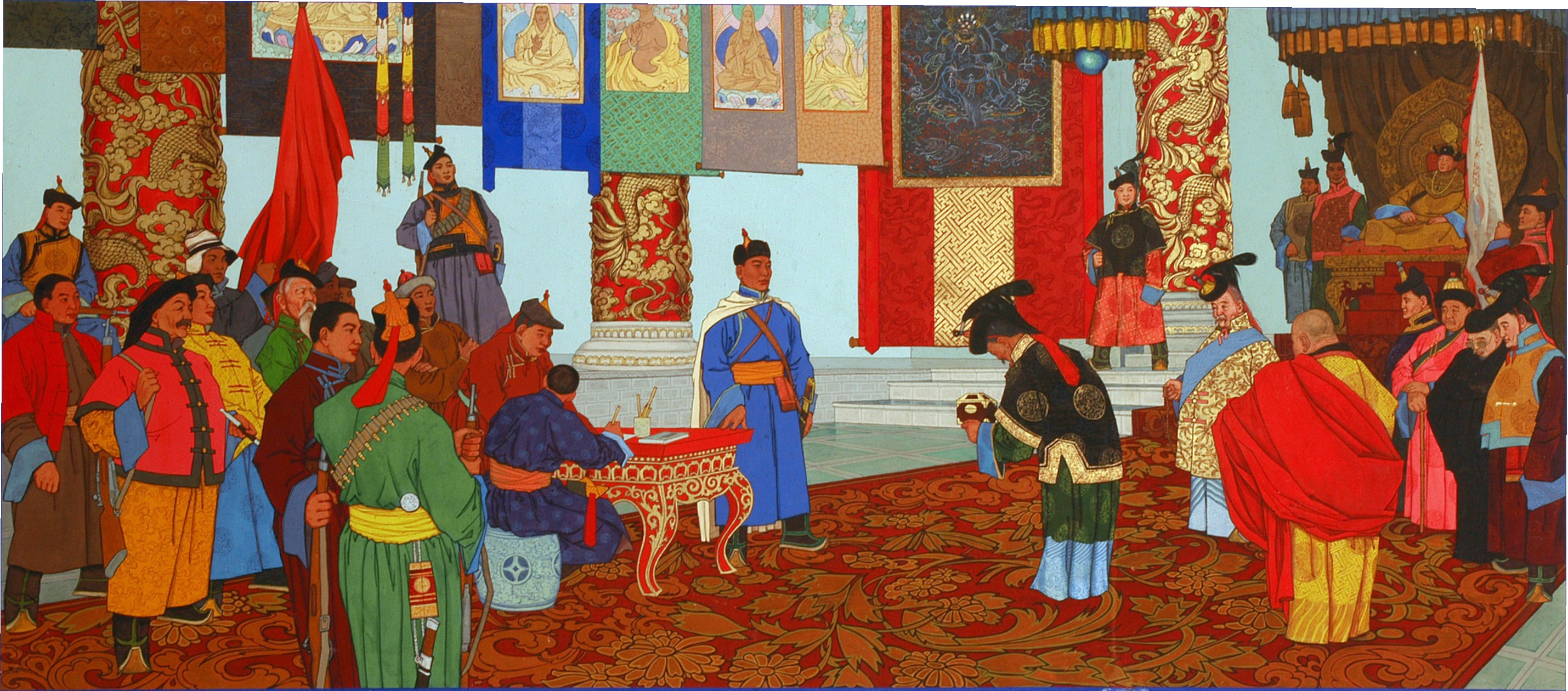
Il regime della Mongolia passò al Partito del Popolo, guidato da Sùchbaatar (dipinto)

L'esercito di von Ungern-Sternberg, ormai sconfitto, iniziò a sgretolarsi. I suoi uomini lo abbandonarono ed egli catturato da un distaccamento dell'Armata Rossa. I sovietici lo giustiziarono più tardi quello stesso anno. I combattimenti si spostarono quindi nella Mongolia occidentale e, alla fine del 1921, le Guardie Bianche erano state distrutte od espulse. Il governo cinese non fu indifferente all'invasione di von Ungern-Sternberg, nominando Zhang Zuolin comandante di un esercito di spedizione per affrontarla. Tuttavia, l'occupazione di Urga da parte delle forze rosse a luglio e la politica interna dei signori della guerra cinesi lo costrinsero ad abbandonare i suoi piani.
Sul fronte diplomatico, i sovietici avevano proposto ai cinesi la convocazione di una conferenza tripartita, simile a quella del 1914-15, per discutere i rapporti della Mongolia con la Cina. Il governo cinese, tuttavia, incoraggiato dalla prospettiva della spedizione di Zhang, rispose che la Mongolia faceva parte della Cina e quindi non poteva essere oggetto di negoziati internazionali. Fu solo nel 1924 che venne concluso un trattato sino-sovietico, con il quale l'Unione Sovietica riconosceva la Mongolia come parte integrante della Cina e accettava di ritirare le sue truppe. Nonostante il trattato, la morte del Khutuktu in quello stesso anno fornì al PPM l'opportunità di rinunciare completamente al governo teocratico e il Partito annunciò l'istituzione della Repubblica Popolare Mongola. Nel 1945, il governo nazionalista cinese riconobbe la piena sovranità della Repubblica Popolare Mongola, anche se Chiang Kai-shek ritirò tale riconoscimento pochi anni dopo. Tuttavia, nel 2002 la Repubblica di Cina ha riconosciuto la Mongolia come indipendente.
Il 21 maggio 2012, il Consiglio per gli affari continentali della Repubblica di Cina a Taiwan ha dichiarato che la Mongolia esterna dovrebbe essere considerata uno stato indipendente. Taiwan, tuttavia, ha continuato a nominare un "Ministro della Commissione per gli affari mongoli e tibetani" (fino al 2017).